# Protolira
Protolira là một chi ốc biển, là động vật thân mềm chân bụng sống ở biển trong họ Skeneidae.

## Các loài
Các loài trong chi Protolira gồm có:
- Protolira thorvaldssoni Warén, 1996[2]
- Protolira valvatoides Warén & Bouchet, 1993[3]
- Protolira valvatoides Warén & Bouchet, 1993[3]